# Carrizalillo, Guerrero
Carrizalillo är en ort i Mexiko.   Den ligger i kommunen Juchitán och delstaten Guerrero, i den södra delen av landet, 300 km söder om huvudstaden Mexico City. Carrizalillo ligger 94 meter över havet och antalet invånare är 679.
Terrängen runt Carrizalillo är huvudsakligen platt, men norrut är den kuperad. Runt Carrizalillo är det ganska glesbefolkat, med 34 invånare per kvadratkilometer. Närmaste större samhälle är Marquelia, 6,3 km väster om Carrizalillo. Omgivningarna runt Carrizalillo är en mosaik av jordbruksmark och naturlig växtlighet.